# 互助旅遊
互助旅遊，也称为交換遊、住宿交換、互助游，是一种新兴的旅游方式。游客通過互相交換住宿，来降低旅游过程中住宿的成本。
參與互助旅遊的一方（主人）可向另一方（客人）提供住宿或招待，以盡地主之誼。互助旅遊用以節省旅費，更可因當地人的介紹而玩的更深入，比背包客更深入體驗的文化交流。目前國內外都有類似媒合的平台，提供配對旅遊服務。